# Krążowniki liniowe typu Derfflinger
Krążowniki liniowe typu Derfflinger – typ trzech niemieckich krążowników liniowych (w Niemczech klasyfikowanych jako wielkie krążowniki, niem.: Große Kreuzer), służących w Kaiserliche Marine w czasie I wojny światowej. Zostały zaprojektowane jako niemiecka odpowiedź na budowę w brytyjskich stoczniach trzech krążowników liniowych typu Lion dla Royal Navy i stanowiły ulepszoną wersję poprzednich konstrukcji niemieckich, ze zwiększonym kalibrem dział artylerii głównej, umieszczonej w całości w wieżach artyleryjskich zainstalowanych w osi symetrii okrętów.
Wszystkie trzy okręty typu: „Derfflinger”, „Lützow” i „Hindenburg” wchodziły w czasie wojny w skład 1. Grupy Rozpoznawczej (1. Aufklärungsgruppe). Dwa pierwsze wzięły udział w bitwie jutlandzkiej, podczas której „Lützow” został poważnie uszkodzony ogniem artyleryjskim brytyjskich okrętów, a następnie zatopiony przez jeden z eskortujących go niszczycieli. „Derfflinger” i „Hindenburg” przetrwały do końca działań wojennych i zostały wraz z większością jednostek Hochseeflotte internowane w Scapa Flow, a następnie samozatopione przez załogi 21 czerwca 1919 roku.

## Geneza
Pierwsze krążowniki liniowe dla Kaiserliche Marine: „Von der Tann”, dwie jednostki typu Moltke oraz „Seydlitz”, zostały oddane do służby w latach 1911–1913 i stanowiły przeciwwagę dla budowanych przez Wielką Brytanię okrętów typów Invincible i Indefatigable. Po rozpoczęciu w brytyjskich stoczniach budowy trzech jednostek kolejnego typu tej klasy: Lion, o większym tonażu i uzbrojonych w działa kalibru 343 mm zamiast stosowanego dotychczas 305 mm, dowództwo marynarki niemieckiej uznało za konieczne zaprojektowanie nowych, równoważnych krążowników liniowych, zlecając to zadanie zespołowi konstruktorów pod kierownictwem Marine-Oberbauarta Dietricha. Ich konstrukcję oparto na planach „Seydlitza”, wprowadzając poważne modyfikacje napędu i opancerzenia, a przede wszystkim zmieniając artylerię głównego kalibru z dziesięciu dział 280 mm na osiem 305 mm, ustawionych wyłącznie w osi symetrii kadłuba w czterech wieżach artyleryjskich, po dwóch na dziobie i rufie w superpozycjach, dla uniknięcia martwych pól ostrzału.
Finanse na budowę początkowo dwóch, a następnie jeszcze jednego krążownika (według nieco zmodyfikowanych planów), zostały przyznane przez Reichstag w budżetach na lata 1911–1912, 1912–1913 oraz 1913–1914. Kontrakt na pierwszy z krążowników, oznaczony jako krążownik K, otrzymała stocznia Blohm & Voss w Hamburgu, drugi (ersatz Kaiserin Augusta) stocznia Schichaua w Gdańsku, trzeci (ersatz Hertha) budowany był w Kaiserliche Werft w Wilhelmshaven. Koszt budowy wyniósł około 56 milionów marek w złocie dla pierwszej jednostki, około 58 milionów dla drugiej i 59 milionów dla ostatniej.

## Opis konstrukcji

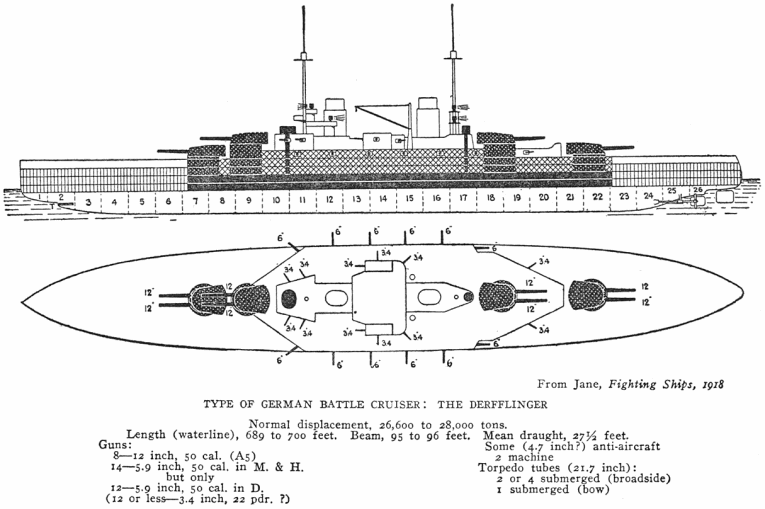
Rzuty boczny i górny okrętu typu Derfflinger, rysunek z Jane’s Fighting Ships 1919

### Charakterystyka ogólna
Krążowniki liniowe typu Derfflinger miały długość całkowitą 210,4 m („Hindenburg” 212,8 m) i szerokość maksymalną 29 m, przy wyporności konstrukcyjnej 26 600–26 947 ton i pełnej 31 200–31 500 ton metrycznych. Zanurzenie w pełni obciążonych okrętów wynosiło 9,2 m na dziobie i 9,65 m na rufie (dla „Hindenburga” odpowiednio 9,29 m i 9,75 m). Kadłuby zostały podzielone grodziami na 16 („Derfflinger”) lub 17 przedziałów wodoszczelnych. Wysokość gładkopokładowego kadłuba ponad linią wodną wynosiła 14,75 m, co zapewniało okrętom dużą dzielność morską i stabilność niezbędną do prowadzenia celnego ognia artyleryjskiego.
Według projektu załoga każdego okrętu miała wynosić 44 oficerów i 1068 podoficerów i marynarzy, w warunkach wojennych sięgała 1390 osób.
Każdy z trzech krążowników typu Derfflinger różnił się w szczegółach od bliźniaczych jednostek. „Derfflinger” miał niższy tylny komin, obydwa z „Lützowem” posiadały wysokie kapy na kominach i palowe maszty („Derfflinger” otrzymał po bitwie jutlandzkiej przedni maszt trójnożny o dużym rozstawie podpór). Przedni komin na „Lützowie” był całkowicie zabudowany metalową osłoną. Z kolei „Hindenburg” miał wąskie kapy na kominach i przedni maszt trójnożny, ale o wąskiej podstawie.

### Urządzenia napędowe
Napęd krążowników typu Derfflinger stanowiły dwa zespoły turbin parowych systemu Parsonsa, każdy składający się z turbiny wysokiego i niskiego ciśnienia (łącznie cztery turbiny w czterech osobnych maszynowniach, dwóch dziobowych i dwóch rufowych) o łącznej projektowanej mocy 63 000 KM, co miało zapewnić prędkość maksymalną 26,5 węzła („Hindenburg” 72 000 KM i 27,5 węzła). Na próbach morskich uzyskano w przypadku wszystkich trzech jednostek wyższe wartości mocy siłowni: „Derfflinger” 76 634 KM, „Lützow” 80 900 KM, a „Hindenburg” 95 777 KM, lecz uzyskane prędkości były niższe od oczekiwanych o około 0,5–1 w., co mogło wiązać się ze zbyt małą głębokością akwenu, na którym przeprowadzano próby.
Parę do turbin dostarczało 18 kotłów parowych typu Schulz-Thornycroft, z których cztery zostały dostosowane (po raz pierwszy na niemieckich okrętach) do opalania paliwem płynnym, stosowanym również w kotłach opalanych węglem do ich szybkiego rozpalania. Były one rozmieszczone w 12 kotłowniach. Na dwóch pierwszych jednostkach cztery kotłownie dla kotłów na paliwo płynne zostały rozmieszczone jako pierwsze od dziobu, za nimi znajdowało się osiem kotłowni węglowych. Na „Hindenburgu” zmieniono ten układ (licząc od dziobu): dwie kotłownie z kotłami opalanym paliwem płynnym, cztery węglowe, znów dwie dla kotłów na paliwo płynne i cztery węglowe. Każdy z krążowników posiadał dwa turbogeneratory i dwa generatory spalinowe, o łącznej mocy 1660 kW.
Turbiny napędzały za pośrednictwem wałów napędowych cztery śruby o średnicy 3,9 m (na „Hindenburgu” 4 m), przy czym turbiny wysokiego ciśnienia obracały wały zewnętrzne, zaś niskiego ciśnienia wewnętrzne. Okręty posiadały po dwa stery w układzie tandemu, jeden za drugim.
Maksymalny zapas paliwa wynosił od 3500 do 3700 ton węgla i 1000 do 1200 ton paliwa płynnego, co pozwalało przepłynąć 5600 mil morskich przy prędkości ekonomicznej 14 węzłów („Hindenburg” 6800 mil morskich przy 14 węzłach).

### Uzbrojenie
Główne uzbrojenie artyleryjskie krążowników typu Derfflinger stanowiło osiem dział kalibru 305 mm, umieszczonych po dwa w czterech wieżach artyleryjskich. Dwie z nich zostały zabudowane na dziobie, w superpozycji (jedna nad drugą), dwie pozostałe w podobnym układzie na rufie okrętu. Wieże były obracane elektrycznie, zaś mechanizm podniesienia dział posiadał napęd hydrauliczny. Maksymalny kąt podniesienia dział na dwóch pierwszych jednostkach wynosił 13,5°, po bitwie jutlandzkiej na „Derfflingerze” został zwiększony do 16°. „Hindenburg” otrzymał nowocześniejsze wieże artyleryjskie również z kątem podniesienia 16°. Pozwoliło to zwiększyć donośność z 16 200 m do 20 400 m. Zapas pocisków (o masie 405,5 kg) kalibru 305 mm wynosił 720 sztuk (po 90 na lufę). Działa były ładowane za pomocą mechanizmu hydraulicznego, a ich szybkostrzelność wynosiła 1 strzał na minutę.
Artyleria średniego kalibru składała się z dział kalibru 150 mm, umieszczonych w kazamatach na burtach okrętu. „Derfflinger” miał 12 dział, pozostałe krążowniki po 14. Dwie pary dział mogły prowadzić ogień w kierunku rufy, pozostałe cztery lub pięć w kierunku dziobu. Ich donośność wynosiła początkowo 13 500 m (po modernizacji 16 800 m), szybkostrzelność 7 strzałów na minutę, zaś zapas pocisków o masie 46 kg po 160 na lufę.
„Derfflinger” po wejściu do służby był ponadto uzbrojony w osiem dział kalibru 88 mm, służących do zwalczania lekkich jednostek przeciwnika. Cztery z nich zainstalowane zostały na nadbudówce dziobowej, cztery na stanowiskach wokół wieży „C” (pierwszej rufowej). W 1916 roku zostały one uznane za nieskuteczne i zamienione przez działa przeciwlotnicze o tym samym kalibrze. Pozostałe dwie jednostki zostały uzbrojone w cztery działa przeciwlotnicze kal. 88 mm, zainstalowane na „Lützowie” w okolicy tylnego komina, na „Hindenburgu” na nadbudówce dziobowej. Wszystkie działa zostały wyprodukowane w zakładach Friedrich Krupp AG.
Wszystkie trzy okręty zostały wyposażone w cztery podwodne wyrzutnie torpedowe: „Derfflinger” o kalibrze 500 mm, pozostałe dwa 600 mm. Jedna z nich umieszczona była na dziobie, jedna na rufie (po lewej stronie urządzenia sterowego), dwie na każdej z burt prostopadle do osi podłużnej jednostki. Poza torpedami w wyrzutniach, każdy krążownik dysponował również ośmioma torpedami zapasowymi. Dwa pierwsze otrzymały sieci przeciwtorpedowe na wytykach, służące do zabezpieczenia okrętu przed nieprzyjacielskim atakiem w czasie postoju, na „Hindenburgu” nie instalowano ich ze względu na udowodnioną we wcześniejszych starciach nieskuteczność.

### Opancerzenie
Głównym elementem opancerzenia pionowego krążowników typu Derfflinger był burtowy pas pancerny wykonany ze stali Kruppa grubości 305 mm i wysokości 1,75 m (z tego 35 cm poniżej linii wodnej), rozciągający się od barbety pierwszej wieży dziobowej poza barbetę skrajnej wieży rufowej i chroniący wszystkie żywotne mechanizmy okrętowe. Poniżej linii wodnej znajdował się dodatkowy pas pancerny grubości 152 mm. Pas pancerny przechodził w cytadelę pancerną o grubości ścian do 228 mm, zamkniętą grodziami pancernymi (200–250 mm). Części okrętu znajdujące się poza obrębem cytadeli były chronione pasami pancerza pionowego o grubości od 120 do 152 mm.
Główne stanowisko dowodzenia miało pancerz o grubości 300 mm. Barbety wież artylerii głównej miały grubość do 260 mm, same wieże pancerz dochodzący do 270 mm w części czołowej. Artyleria w kazamatach chroniona była pancerzem grubości 150 mm.
Pancerz poziomy składał się ze skośnych pasów pancernych grubości 30 mm na śródokręciu, łączących się z pancerzem burtowym oraz pokładu pancernego o grubości od 50 do 80 mm. Ponadto podwodna część okrętu była chroniona wzdłużną grodzią przeciwtorpedową grubości 45 mm.

## Przebieg służby okrętów

### SMS „Derfflinger”
Stępkę pod „Derfflingera” położono w stoczni Blohm & Voss w Hamburgu 30 marca 1912 roku (według innych źródeł w styczniu tegoż roku). Wodowanie miało odbyć się 14 czerwca 1913 roku, jednak kadłub krążownika zablokował się na pochylni, na której był budowany. Ponowne wodowanie odbyło się, już bez przeszkód, 12 lipca 1913 roku. Okręt otrzymał nazwę na cześć Georga von Derfflingera, brandenburskiego feldmarszałka z czasów wojny trzydziestoletniej.
„Derfflinger” został oficjalnie przejęty przez Kaiserliche Marine 1 września 1914 roku i po ukończeniu prób morskich w listopadzie wszedł w skład 1. Grupy Rozpoznawczej, dowodzonej przez kontradmirała Franza von Hippera. W czasie wojny wziął udział w bombardowaniu Scarborough, Hartlepool i Whitby 16 grudnia 1914 roku, bitwie na Dogger Bank 24 stycznia 1915 roku, bombardowaniu Yarmouth i Lowestoft 25 kwietnia 1916 roku oraz bitwie jutlandzkiej 31 maja i 1 czerwca 1916 roku. W trakcie tej ostatniej współuczestniczył w zatopieniu dwóch brytyjskich krążowników liniowych: „Queen Mary” i „Invincible”, sam otrzymując 21 trafień i tracąc 157 zabitych członków załogi.
Zgodnie z warunkami rozejmu w Compiègne „Derfflinger” był, wraz z niemal całą Hochseeflotte, internowany w Scapa Flow, gdzie został zatopiony przez własną załogę 21 czerwca 1919 roku. Wrak został wydobyty tuż przed wybuchem II wojny światowej i złomowany dopiero po jej zakończeniu w latach 1946–1948. Dzwon okrętowy został w 1965 roku przekazany w darze Bundesmarine i zawieszony w budynku Dowództwa Floty w Glücksburg-Meierwik.

### SMS „Lützow”
Stępkę pod krążownik określany jako ersatz Kaiserin Augusta położono w stoczni F. Schichau w Gdańsku w maju 1912 roku, wodowanie odbyło się 29 listopada 1913 roku. Nazwę otrzymał na cześć generała Adolfa von Lützowa, uczestnika wojen napoleońskich. Budowę ukończono 8 sierpnia 1915 roku. W trakcie prób w październiku 1915 roku nastąpiła poważna awaria jednej z turbin i w efekcie „Lützow” osiągnął pełną gotowość bojową dopiero w marcu 1916 roku, kiedy oficjalnie wszedł w skład 1. Grupy Rozpoznawczej.
W czasie wojny okręt wziął udział w bombardowaniu Yarmouth i Lowestoft oraz w bitwie jutlandzkiej. Podczas tej ostatniej jego artylerzyści uszkodzili krążownik liniowy „Lion” oraz współuczestniczyli w zatopieniu „Invincible” i krążownika pancernego „Defence”. „Lützow” otrzymał 24 trafienia ciężkimi pociskami, z których dziewięć wybuchło na linii wodnej lub poniżej, co spowodowało napływ wody do wnętrza kadłuba i w efekcie utratę sterowności i unieruchomienie krążownika. Wobec niemożności uratowania jednostki, została ona po ewakuacji załogi zatopiona torpedami jednego z towarzyszących niszczycieli. W trakcie bitwy poległo 115 marynarzy.

### SMS „Hindenburg”

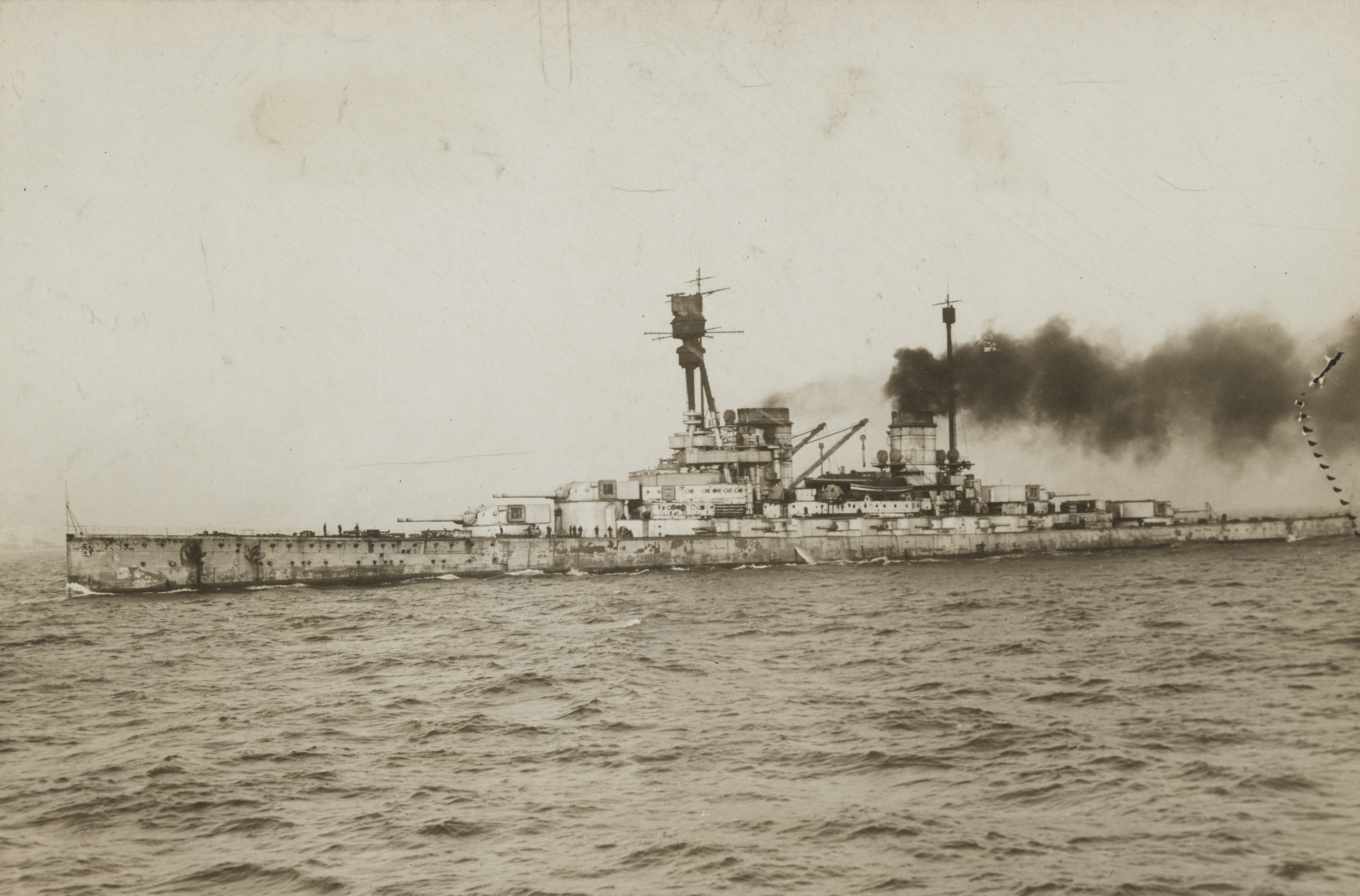
SMS „Hindenburg” w 1918

Stępkę pod trzeci okręt typu (ersatz Hertha), według nieznacznie zmodyfikowanych planów, położono w stoczni Kaiserliche Werft w Wilhelmshaven 1 października 1913 roku. Wodowanie odbyło się dopiero 1 sierpnia 1915 roku. Nazwę otrzymał na cześć Paula von Hindenburga, niemieckiego feldmarszałka, późniejszego (1925–1934) prezydenta Niemiec. Ostatecznie krążownik wszedł w skład Kaiserliche Marine w dniu 10 maja 1917 roku i jesienią tegoż roku po zakończeniu wyposażania i okresie prób został włączony do 1. Grupy Rozpoznawczej.
W czasie wojny „Hindenburg” nie wziął udziału w żadnej większej operacji Kaiserliche Marine. Po zakończeniu działań wojennych został internowany w Scapa Flow, gdzie uległ samozatopieniu 21 czerwca 1919 roku. Wrak został wydobyty w lipcu 1930 roku i złomowany w Rosyth w latach 1931–1932. Pochodzący z niego dzwon okrętowy został w 1959 roku przekazany marynarce wojennej Republiki Federalnej Niemiec.